# Toyo Rapid Railway
La Toyo Rapid Railway Co.,Ltd. (東葉高速鉄道株式会社, Tōyō Kōsoku Tetsudō Kabushiki-gaisha) est une compagnie de transport de passagers qui exploite une ligne de chemin de fer dans la préfecture de Chiba au Japon. Son siège social se trouve dans la ville de Yachiyo.

## Histoire
La compagnie a été fondée le 1er septembre 1981. Elle commence la construction de la ligne Tōyō Rapid en juillet 1984, qui fut inaugurée le 27 avril 1996. 

## Ligne
La compagnie possède une ligne.
| Ligne            | Nom japonais | Terminus                          | Longueur (km) | Gares |
| ---------------- | ------------ | --------------------------------- | ------------- | ----- |
| Ligne Tōyō Rapid | 東葉高速線   | Nishi-Funabashi - Tōyō-Katsutadai | 16,2          | 9     |

## Matériel roulant

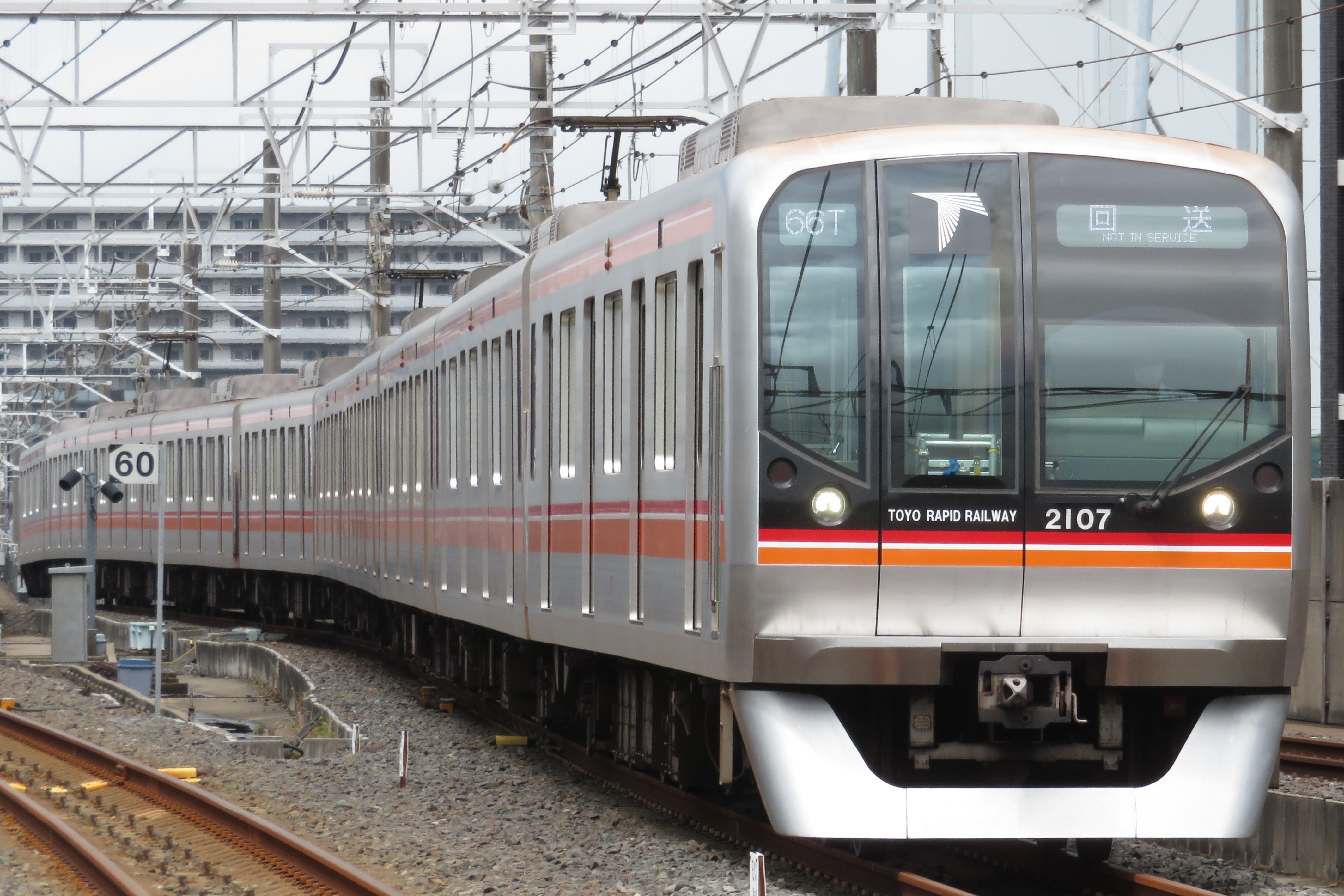
Toyo Rapid Railway série 2000.

La compagnie possède 11 rames automotrices série 2000 à 10 voitures.